# Haliclona caduca
Espèce
Haliclona caduca est une espèce d'éponges de la famille des Chalinidae.

## Distribution
L'espèce est décrite des fjords des côtes chiliennes, dans l'océan Pacifique.

## Taxinomie
L'espèce Haliclona caduca est décrite en 2013 par Eduardo Hajdu, Ruth Desqueyroux-Faúndez, Mariana De Souza Carvalho, Gisele Lôbo-Hajdu et Philippe Willenz.

### Référence taxinomique
- (en) WoRMS : espèce Haliclona caduca Hajdu, Desqueyroux-Faúndez, Carvalho, Lôbo-Hajdu & Willenz, 2013 (consulté le 12 mars 2022)